# Imigração suíça no Brasil

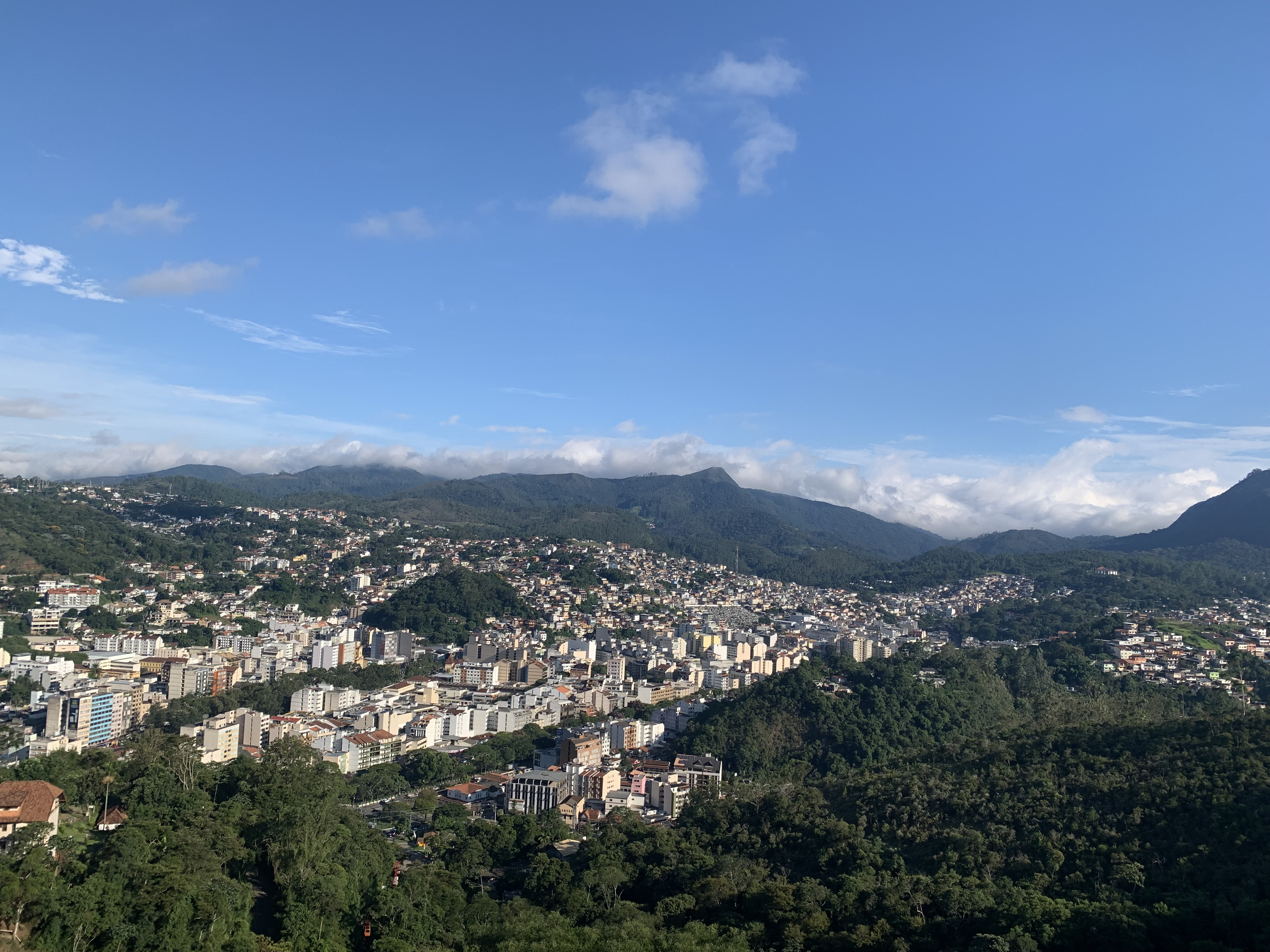
Nova Friburgo, cidade fundada por imigrantes suíços.

A imigração suíça no Brasil foi uma das primeiras a ocorrer no país. Os suíços foram um dos primeiros grupos de imigrantes europeus a se estabelecerem no Brasil, depois dos portugueses. [carece de fontes?]
Os primeiros imigrantes suíços chegaram ao Brasil entre 1819-1820, oriundos do cantão de Friburgo. Dom João VI batizou o lugar de Nova Friburgo, no Rio de Janeiro. Eram ao todo 261 famílias, totalizando 1.682 imigrantes. Os colonos suíços foram atraídos para as serras do Rio de Janeiro pelo rei Dom João VI, com o intuito de povoar a região fluminense e europeizar a região das serras. Hoje seus descendentes são encontrados aos milhares por toda a serra fluminense, miscigenados com portugueses, negros, italianos. 
Outro fluxo de suíços foi encaminhado para o Sul do Brasil durante todo o século XIX, com destaque para o grupo de imigrantes chegados a Colônia Dona Francisca (hoje Joinville), em Santa Catarina. 
No Paraná, os colonos suíços chegaram a partir de 1851, com o estabelecimento da colônia de Superagui no litoral paranaense, financiada pelo então cônsul suíço Carlos Perret Gentil.
No Rio Grande do Sul, a imigração suíça teve início com o desembarque das primeiras famílias vindas do Cantão do Valais, em 1875, que tinham como destino a chamada Colônia Santa Maria da Soledade, hoje Carlos Barbosa.
Além da região Sul, há registros de imigrantes suíços em outras áreas do país, como em São Paulo, próximo ao município de Indaiatuba, e no Espírito Santo, perto de Rio Novo do Sul. 
Não se sabe ao certo o número exato de quantos suíços imigraram para o Brasil, pois muitos deles eram contados como sendo alemães.[carece de fontes?]

## História

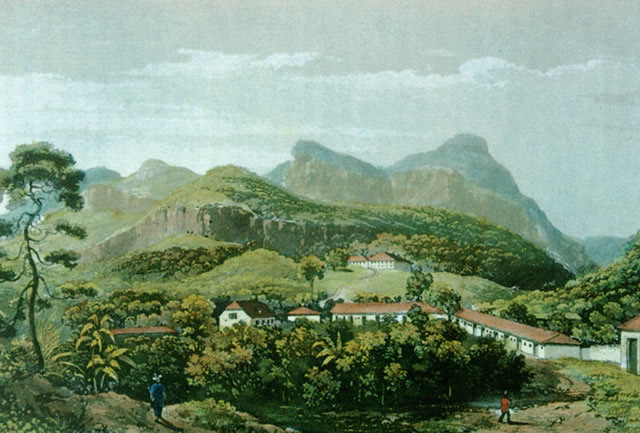
Nova Friburgo durante sua colonização 1820-1830

Em 16 de maio de 1818 o Príncipe-Regente D. João VI, sentindo a necessidade de uma colonização planejada, a fim de promover e dilatar a civilização do Reino do Brasil, baixou um Decreto que autorizou o agente do Cantão de Friburgo, na Suíça, Sébastien-Nicolas Gachet, a estabelecer uma colônia de cem famílias suíças na Fazenda do Morro Queimado, no Distrito de Cantagalo, localidade de clima e características naturais parecidas às de seu país de origem. Entre 1819-1820 chegavam a Nova Friburgo 261 famílias de colonos suíços, 161 a mais do que havia sido combinado nos contratos, formando-se assim o núcleo inicial da povoação.
Essa mudança na quantidade de colonos ocorreu devido à fome e à miséria, resultado das guerras que assolavam o velho continente. A quantidade de pessoas insatisfeitas na Suíça era enorme, por isso, não foi difícil para Gachet convencer seus compatriotas a embarcarem rumo ao novo mundo. O número inicial de 100 famílias não foi cumprido, vieram muito mais pessoas do que havia sido combinado nos contratos, mais de 2000 suíços espremidos em sete veleiros. O resultado deste ato foi desastroso, cerca de 1/4 dos suíços morreriam durante a viagem, número comparado a dos navios negreiros.
Esse foi o primeiro movimento organizado, contratado pelo governo brasileiro, de imigrantes europeus a se estabelecerem no Brasil. O segundo movimento seria dos imigrantes alemães, cerca de 400, que também se estabeleceriam em Nova Friburgo no ano de 1824, vindo substituir muitos dos suíços que abandonaram seus lotes e se dispersaram por toda a região serrana e centro norte de estado do Rio de Janeiro em busca de terras férteis e mais acessíveis.

## Navios
Relação de navios que trouxeram imigrantes suíços para Nova Friburgo.
| Imigração suíça para o Brasil (1819-1820) |             |                 |                          |      |        |               |                         |
| Navios                                    | Passageiros | Saída (Holanda) | Chegada (Rio de Janeiro) | Dias | Mortos | Capitão       | Chegada (Nova Friburgo) |
| Daphnée                                   | 197         | 11.9.1819       | 4.11.1819                | 55   | 31     | Keller        | 15.11.1819              |
| Delby-Elisa                               | 233         | 12.9.1819       | 26.11.1819               | 76   | 25     | Spragel       | 6.12.1819               |
| Urania                                    | 437         | 12.9.1819       | 30.11.1819               | 80   | 107    | Bock          | 11.12.1819              |
| Elisabeth-Marie                           | 228         | 10.10.1819      | 6.12.1819                | 59   | 19     | Struyk        | 18.12.1819              |
| Heureux-Voyage                            | 442         | 10.10.1819      | 17.12.1819               | 64   | 43     | Van der Cerer | 27.12.1819              |
| Deux-Catherine                            | 357         | 12.9.1819       | 4.2.1820                 | 146  | 77     | Both          | 14.2.1820               |
| Camillus                                  | 119         | 10.10.1819      | 8.2.1820                 | 122  | 09     | Tripensée     | 18.2.1820               |
| Trajan                                    | 6           | 12.10.1819      | out/1820                 | x    | 0      | x             | 1.02.1820               |
| Total : 2013 \| Mortos : 311              |             |                 |                          |      |        |               |                         |

Obs: O navio Trajan que a princípio traria só bagagens, acaba trazendo também alguns retardatários.